# 祖郎
祖 郎（そ ろう、生没年不詳）は、中国後漢末期の賊。丹陽郡陵陽県の人。

## 経歴
涇県を中心に丹陽・宣城などにも勢力を広げていた宗部の首領である。
192年（初平3年）、孫策が呉景の元に身を寄せていた時、呂範・孫河と共に数百の兵を集めた。この時、祖郎は孫策を急襲し、孫策は危うく死ぬところであって、孫策軍は全滅に近い被害を受けた。のち孫策は呉景の建言に従って孫河・呂範らと共に合力して祖郎を攻撃して敗走させた。
197年（建安2年）、袁術が皇帝を名乗ると、孫策が袁胤を追放し孫輔に袁術を防がせたため袁術は孫策を深く恨んだ。袁術は祖郎に印綬を送って孫策の背後を突かせようとした。孫策は包囲されたが、程普ともう一騎の兵で孫策を守って撤退した。
孫策は孫輔・呂範・程普と共に陵陽に進軍して祖郎を破り、生け捕りにした。孫策が祖郎の才能を惜しんで宿怨を忘れ配下に迎えたため、祖郎は頭を打ち付けて孫策に謝罪した。祖郎は門下賊曹に任命され、孫策の帰還の際には太史慈と共に軍の先導役を務めた。
その後、史書には登場しない。